# Pcič
Pcič, Ptyč popř. Ptič (bělorusky Пціч nebo Птыч, rusky Птичь) je řeka v jižním Bělorusku (Minská, Homelská oblast), levý přítok Pripjati (povodí Dněpru). Je 421 km dlouhá. Povodí má rozlohu 9470 km².

## Průběh toku
Pramení na Minské vysočině a teče převážně Polesím. Zdroj vody je smíšený s převahou sněhového. Zamrzá v prosinci a rozmrzá v březnu. Hlavní přítok je řeka Aresa (zprava).

## Vodní režim
Průměrný průtok je 48 m³/s. Vysoké vodní stavy nastávají od druhé poloviny března do května. Hladina se zvedá o 2 až 3 m. V létě a na podzim voda opadá s výjimkou zvýšení hladiny v důsledku dešťů. Při vysokém stavu vody odtéká přebytečná voda kanalizovaným korytem řeky Titovky do řeky Svislač.

## Využití
Na Ptiči byla vybudována Volčkovičská vodní nádrž. Řeka se využívá ke splavování dřeva. Je splavná při vysokém stavu vody do vzdálenosti 80 km od ústí.